# Amphidamas (Ägypten)
Amphidamas (altgriechisch Ἀμφιδάμας Amphidámas, auch Ἰφιδάμας Iphidámas) ist eine Gestalt der griechischen Mythologie.
Er ist der Sohn des ägyptischen Königs Busiris. Als Priester des Osiris ist Busiris verpflichtet, dem Gott jedes Jahr ein Menschenopfer zu bringen. In Vorbereitung dessen gelingt es ihm, Herakles zu überwältigen, der nun geopfert werden sollte. Herakles jedoch kann sich befreien und erschlägt Busiris und Amphidamas. Pherekydes überliefert als Namen Iphidamas.